# Кнут Хамсун
 Кнут Хамсун (на норвежки: Knut Hamsun) е сред най-значимите норвежки писатели, носител на Нобелова награда за литература през 1920 г.

## Биография
Роден е като Кнуд Педерсен на 4 август 1859 г. в малкия град Вого, намиращ се в централната част на Норвегия. Той е четвъртото от седем деца, баща му Педер Педерсен е шивач.
През 1873 година завършва училище и започва работа в магазина на търговец в Траньой. Първите си опити в литературата предприема в края на 70-те години, а Den Gaadefulde (1877) е първата му книга. Междувременно работи като полицай, а след това като учител. В периода 1880 – 1881 г. чете Август Стриндберг и френските натуралисти.
През 1882 г. емигрира в САЩ, но за него американската мечта не успява да се осъществи. Тежко болен, той е принуден да се върне в Норвегия през есента на 1885 г. Оттогава се нарича Хамсун. През 1886 г. отново отива в Америка, работи на разни места, включително като кондуктор в трамваите на Сан Франциско. През 1888 г. се връща в родината си, а впечатленията си от Америка публикува под името „Fra det moderne Amerikas Aandsliv“ (1889).
Кнут Хамсун сключва брак с първата си съпруга Бергльот Гупферт през 1898 година. През лятото на следващата година предприема далечно пътуване, обхващащо Русия, Кавказ и Турция, а през 1900 г. посещава Близкия изток.
През 1906 година се развежда със съпругата си, с която междувременно има дъщеря. След това през 1909 година сключва брак с актрисата Ане Мари Андерсен (1881 – 1969), която е в преддверието на многообещаваща кариера, но се отказва от театъра. Кнут Хамсун и Ане Мари Хамсун имат 4 деца и тя остава с него до края на живота му. В своите мемоари Ане Мари Хамсун описва живота си с Кнут Хамсун. През 1920 година Хамсун получава Нобеловата награда за литература за романа си „Благодатта на земята“ (1917).
Кнут Хамсун системно пропагандира немската култура, като я противопоставя на англосаксонската. По време на Втората световна война застава на страната на Третия Райх и сътрудничи с правителството на Видкун Куислинг. След войната е съден, но не влиза в затвора поради преклонната си възраст.
Книгите на Хамсун се превеждат и издават на български език от края на 19 в. до края на Втората световна война, като през 1929 г. излиза представителна поредица от 12 тома
Кнут Хамсун умира на 19 февруари 1952 г. в имението си Ньорхолм край град Гримста в Южна Норвегия.

## Изследвания
- Попиванов, Иван. Кнут Хамсун и българската литература. – Литературна мисъл, 1986, бр. 2.
- Бучуковска, Антония. Кнут Хамсун. – Преводна рецепция на европейските литератури в България. Том 5. Скандинавски и прибалтийски литератури. Съст. Вера Ганчева, Георги Вълчев, Иван Троянски. София: Академично издателство „Проф. Марин Дринов“, 2003.
- Хаджинаков, Петър. Литературни пристрастия. Т. 1. С., 2001, 25 – 30.
- Серафимова, Силвия. По обраслите с треви пътеки (Кнут Хамсун), или за реваншизма на баналното зло. – Философски алтернативи, 2011, № 4,
- Хнут Хамсун – писател на три века. С., УИ „Св. Климент Охридски“, 2011.